# Арменголь, Педро
Святой Педро (Пётр) Арменголь (исп. Pedro Armengol, 1238[…], Ла-Гуардиа-дельс-Пратс, Каталония — 27 апреля 1304, Ла-Гуардиа-дельс-Пратс, Каталония) — каталонский монах-мерседарий. Будучи в юности разбойником, Арменголь неожиданно нашёл призвание в освобождении христиан из арабского плена. Известен тем, что, будучи схваченным маврами, пережил повешение.
Папа Иннокентий XI беатифицировал Арменголя 28 марта 1686 года и канонизировал его 8 апреля 1687 года.
День памяти — 27 апреля.

## Жизнь
Родился в Таррагоне в 1238 году в семье дворянина Арнау Арменголя Рокафорта. С юности отличаясь упрямством и склонностью к соперничеству, он сколотил разбойничью шайку и сам её возглавил. В 1258 году король Арагона Хайме I отправился в Монпелье из Валенсии, отец Арменголя состоял в королевской охране. Разбойники Педро напали на кортеж и в ходе стычки Педро узнал отца и сдался ему со слезами на глазах. В Барселоне он обратился за помилованием королю и получил его с помощью отца.

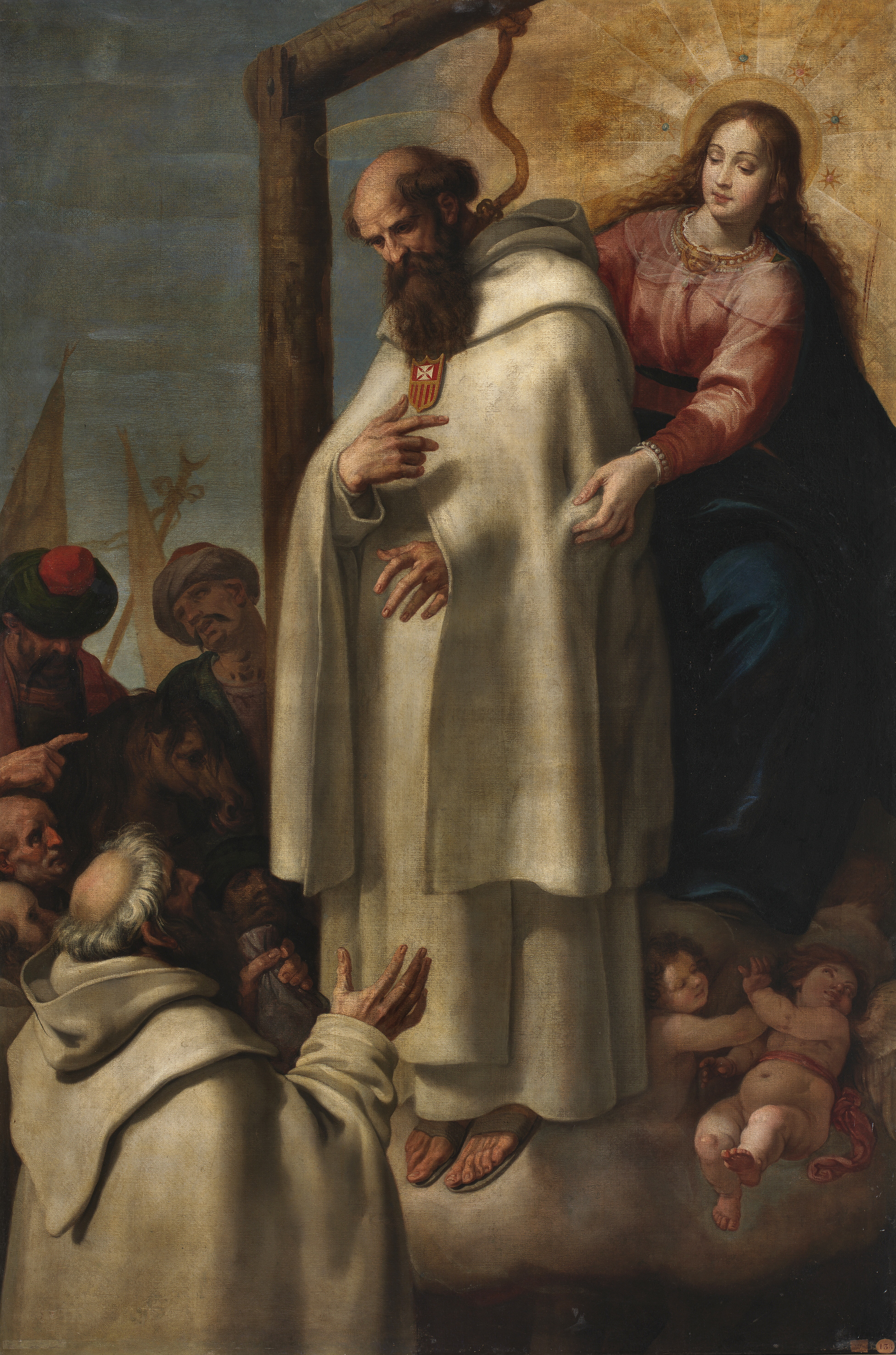
Картина Винченцо Кардуччи, изображающая повешение святого Педро Арменголя и вмешательство Пресвятой Богородицы.

Находясь в заключении внезапно обратился к религии и решил стать монахом. В 1258 году вступил в орден мерседариев, посвятив себя освобождению преследуемых маврами христиан. В 1261 году с Вильгельмом де Ба в Мурсии освободил 213 человек из арабского плена, в 1262 году с братом Бернардом из Сан-Романо отправился в Гранаду, где освободил 202 заключённых. С той же миссией Арменголь съездил в Алжире в 1264 году, побывал в Танжере и Оране.
В 1266 году вместе с Вильгельм де Ба отправились в Беджаю, чтобы освободить 18 пленников, но был схвачен (поскольку хотел занять место этих пленников) и приговорён к повешению. Вильгельм прибыл с выкупом, но ему отказали, сообщив о казни. Вскоре после этого Вильгельм нашёл Арменголя ещё живым и освободил. Тот рассказал другу о своём видении, в котором Пресвятая Богородица пришла ему на помощь и не дала умереть. Однако неудавшееся повешение оставило на Арменголе серьёзный отпечаток: у него изогнулась шея, а лицо стало выглядеть измождённым. Монахи использовала выкуп, чтобы купить свободу пленников, и вернулись в Каталонию.
Арменголь умер 27 апреля 1304 года. В 1646 году церковь, в которой он был похоронен, была сожжена, но его останки не пострадали.